# Hans Rüger
Hans Rüger (* 2. Dezember 1925 in Hilmes, Landkreis Hersfeld; † 15. Januar 2021 in Linsengericht) war ein deutscher Politiker (CDU), Landrat des Landkreises Gelnhausen und später des Main-Kinzig-Kreises.

## Leben
Nach seiner Schulausbildung wurde Rüger in den Wehrdienst eingezogen und kam nach Ende des Zweiten Weltkriegs in Kriegsgefangenschaft. Nach seiner Rückkehr übernahm er zunächst den elterlichen Hof in Hilmes, bevor er einen Hof in der Gemeinde Altenhaßlau im Landkreis Gelnhausen pachtete und sich vor Ort politisch engagierte.
Nachdem Rüger 1965 zum Fraktionschef der CDU im Landkreis Gelnhausen gewählt wurde, wählte ihn der Kreistag am 21. Dezember 1967 zum Landrat des Landkreises Gelnhausen. Nachdem infolge der Gebietsreform in Hessen der Landkreis Gelnhausen im neugegründeten Main-Kinzig-Kreis aufging, wurde Rüger zum ersten Landrat des Main-Kinzig-Kreises gewählt und behielt diesen Posten, bis er 1987 von Karl Eyerkaufer abgelöst wurde.
Rüger verstarb am 15. Januar 2021 im Alter von 95 Jahren in Linsengericht.

## Auszeichnungen
- Großes Verdienstkreuz der Bundesrepublik Deutschland[3] (3. August 1987)
- Hessischer Verdienstorden (2017)[4]